# Mike and Jake at College
Mike and Jake at College è un cortometraggio muto del 1913 diretto da Allen Curtis. Prodotto e distribuito dall'Universal Film Manufacturing Company (con il nome Joker), uscì in sala il 15 novembre 1913.